# Deception Bay, Queensland
Deception Bay är en del av en befolkad plats i Australien. Den ligger i kommunen Moreton Bay och delstaten Queensland, omkring 30 kilometer norr om delstatshuvudstaden Brisbane.
Trakten är tätbefolkad. Närmaste större samhälle är Caboolture, omkring 14 kilometer nordväst om Deception Bay. 
I omgivningarna runt Deception Bay växer huvudsakligen savannskog. Genomsnittlig årsnederbörd är 1 434 millimeter. Den regnigaste månaden är januari, med i genomsnitt 283 mm nederbörd, och den torraste är oktober, med 22 mm nederbörd.